# Іванівка (Сватівський район)
Іва́нівка —  село в Україні, у Сватівській міській громаді Сватівського району Луганської області. Населення становить 15 осіб. Орган місцевого самоврядування — Містківська сільська рада.